# 生物擾動
生物擾動（英語：bioturbation）是指動植物對沈積物的再加工而形成的沉積結構。包括挖洞、對沉積物顆粒的攝取和排便。痕跡化石就是動植物在海洋和陸地沉積物中留下的活動的遺跡。生物擾動亦能改變沉積物的結構紋理。